# Courtelary
|  | Per a altres significats, vegeu «districte de Courtelary». |

Courtelary és un municipi del cantó de Berna (Suïssa), capital de l'antic districte de Courtelary i de l'actual districte administratiu del Berner Jura.